# Cindy

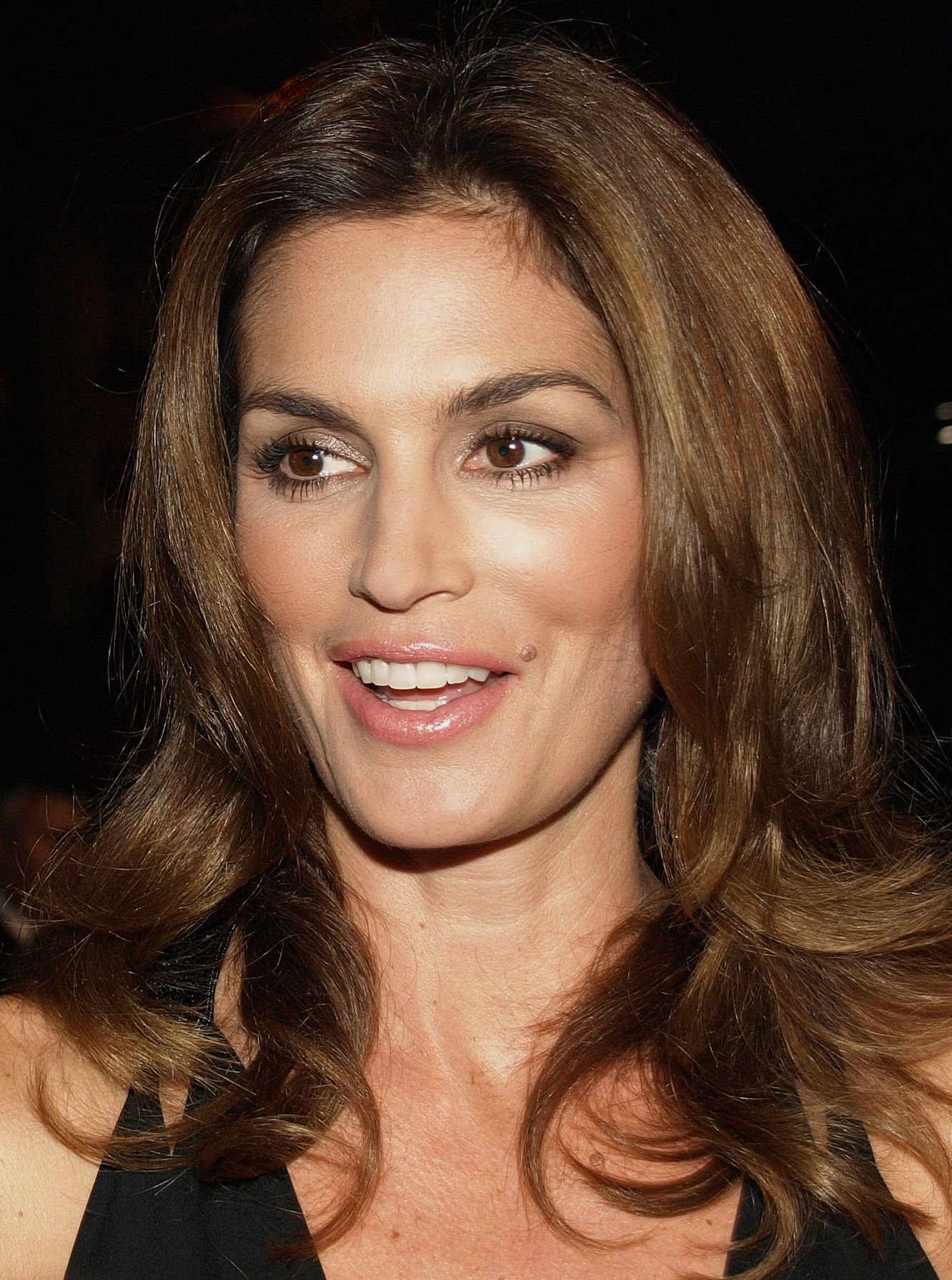
Cindy Crawford

Cindy (ibland med stavningen Sindy) är en kortform av Cinderella, en engelsk form av det franska namnet Cendrillon (Askungen). Betydelsen är 'lite aska'.
1992 blev Cindy ett av de 200 vanligaste tilltalsnamnen i Sverige. Åren därefter har Cindy hamnat mellan plats 200 och 325 på topplistan, men det är ändå inte illa för ett namn som var nästan helt okänt som dopnamn bara något decennium tidigare. Cindy är vanligast i södra Sverige. En rekordnotering finns 1994 i Malmö då Cindy var ett av de 50 vanligaste tilltalsnamnen.[källa behövs]
Den 31 december 2014 fanns det totalt 846 personer folkbokförda i Sverige med namnet Cindy eller Sindy, varav 646 bar det som tilltalsnamn.
Namnsdag: saknas

## Personer med namnet Cindy
- Cindy Birdsong, amerikansk musiker
- Cindy Crawford, amerikansk fotomodell
- Cindy Kiro, nyzeeländsk och maorisk akademiker, Nya Zeelands generalguvernör
- Cyndi Lauper, amerikansk sångerska
- Cindy McCain, hustru till senator John McCain
- Cyndee Peters, amerikansk-svensk gospelsångerska
- Cindy Sheehan, amerikansk antiirakkrigsaktivist
- Cindy Sherman, amerikansk fotograf
- Cindy Walker, amerikansk countrymusikkompositör
- Cindy Williams, amerikansk skådespelerska